# Екстрена профілактика правця

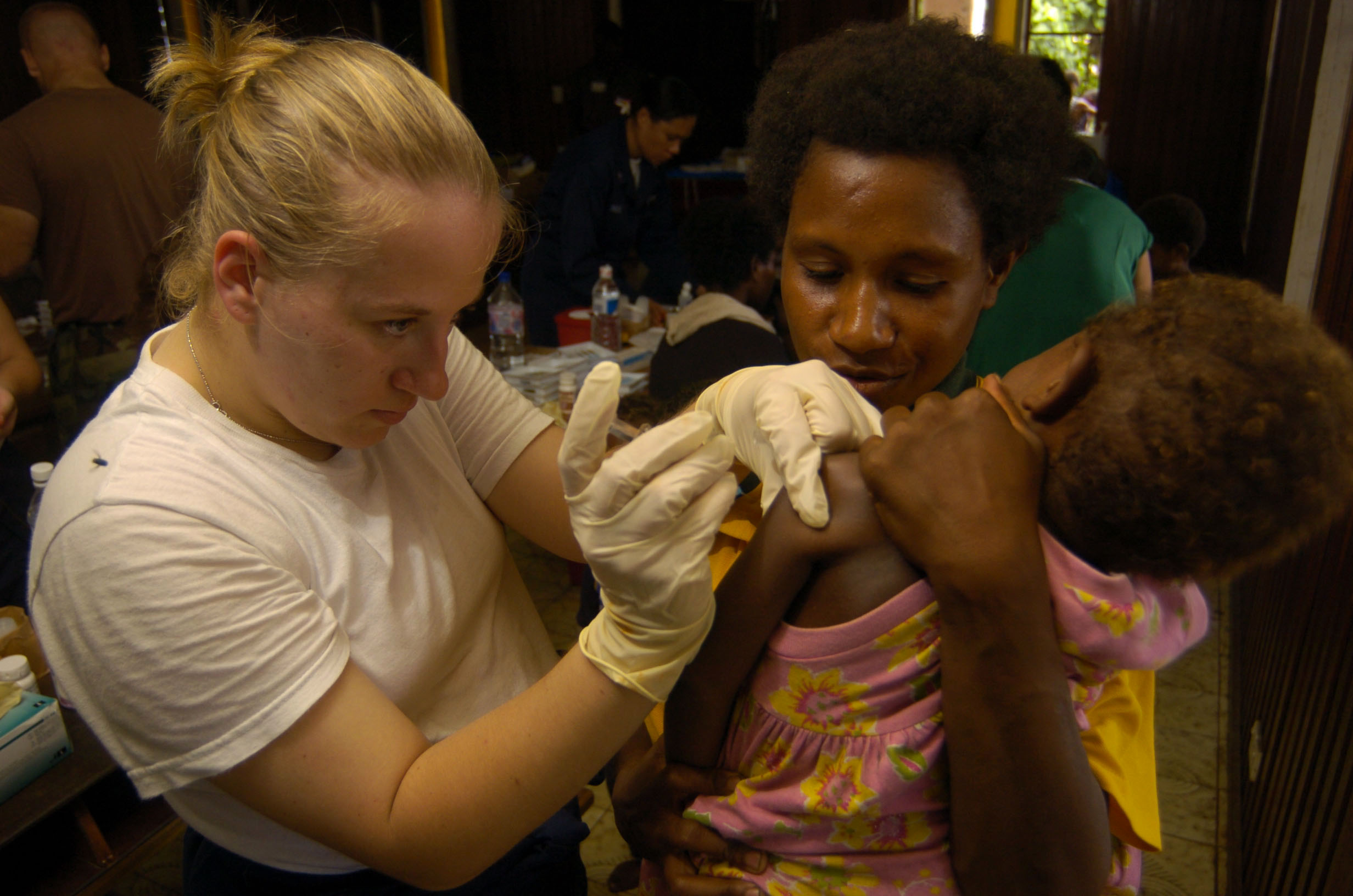
Вакцинація проти правця, яка проводиться дитині військовим медиком США

Екстрена профілактика правця (Бустерна вакцинація після травми проти правця)— комплекс медичних процедур для попередження виникнення правця у випадку травм та інших станів, які передбачають первинну хірургічну обробку рани та створення імунологічного захисту. Імунопрофілактика здійснюється диференційовано залежно від попередньої імунізації пацієнта шляхом ревакцинації АП-анатоксином, або за допомогою активно-пасивної імунізації шляхом одночасного введення протиправцевого анатоксину та протиправцевої сироватки або імуноглобуліну.

## Покази для проведення екстреної профілактики правця
Екстрена профілактика правця проводиться при наступних станах:
- травми з порушенням цілісності шкірних покривів та слизових оболонок;
- відмороження та опіки (термічні, хімічні, радіаційні) другого, третього та четвертого ступеню;
- проникні пошкодження шлунково-кишкового тракту;
- позагоспітальний аборт;
- пологи поза медичними закладами;
- гангрена або некроз тканин будь-якого етапу, абсцесах;
- укуси тваринами;

## Препарати для екстреної профілактики правця
Препарати, що застосовуються при екстреній імунопрофілактиці правця:
- Адсорбований правцевий анатоксин (АП-а);
- Адсорбований дифтерійно-правцевий анатоксин (АДП-а), зі зменшеним вмістом антигенів (АДП-М-а).
- Протиправцевий людський імуноглобулін (ППЛІ), який виготовляють з крові імунних людей. Одна профілактична доза ППЛІ вміщує 250 міжнародних одиниць (МО).
- Протиправцеву сироватку (ППС), яку отримують з крові гіперімунізованих коней. Одна профілактична доза ППС складає 3000 МО.

Антибіотики (місцеві або системні) не рекомендуються під час лікування рани для захисту від правця.

## Особливості проведення
Екстрену імунопрофілактику правця необхідно проводити в період до 20 днів з моменту отримання травми, враховуючи можливу довготривалість інкубаційного періоду при правці. При важких відкритих травмах для забезпечення повноцінної імунної відповіді на правцевий анатоксин препарат слід вводити не раніше 3-го та не пізніше 12-го дня після травми. Якщо локалізація рани дозволяє, АП-а краще вводити в регіон розміщення рани.

## Призначення засобів для екстреної імунопрофілактики правця
Призначення засобів для екстреної імунопрофілактики правця здійснюється диференційовано залежно від наявності документального підтвердження про щеплення, або даних імунологічного контролю напруженості протиправцевого імунітету, а також враховуючи характер травми.
| Попередні щеплення проти правця      | Попередні щеплення проти правця                           | Вікова група                                                   | Терміни, що пройшли після останнього щеплення | Застосовані препарати | Застосовані препарати | Застосовані препарати |
| Наявність документів про щеплення    | Курс щеплень будь-яким препаратом що містить АП-анатоксин | Вікова група                                                   | Терміни, що пройшли після останнього щеплення | АП-анатоксин          | ППЛІ                  | ППС                   |
| ------------------------------------ | --------------------------------------------------------- | -------------------------------------------------------------- | --------------------------------------------- | --------------------- | --------------------- | --------------------- |
| Є документальне підтвердженя         | Повний курс планових щеплень відповідно до віку           | Діти та підлітки                                               | Незалежно від терміну                         | Не вводять            | Не вводять            | Не вводять            |
| Є документальне підтвердженя         | Курс планових щеплень без останньої вікової ревакцинації  | Діти та підлітки                                               | Незалежно від терміну                         | 0,5 мл                | Не вводять            | Не вводять            |
| Є документальне підтвердженя         | Повний курс імунізації                                    | Дорослі Дорослі                                                | Не більше 5 років Більше 5 років              | Не вводять 0,5 мл     | Не вводять            | Не вводять            |
| Є документальне підтвердженя         | Два щеплення                                              | Всі вікові групи                                               | Не більше 5 років Більше 5 років              | 0,5 мл 1,0 мл         | Не вводять 250 МО     | Не вводять 3000 МО    |
| Є документальне підтвердженя         | Одне щеплення                                             | Всі вікові групи                                               | Не більше 2 років Більше 2 років              | 0,5 мл 1,0 мл         | Не вводять 250 МО     | Не вводять 3000 МО    |
| Є документальне підтвердженя         | Не щеплені                                                | Діти до 5 міс. Інші вікові групи                               |                                               | Не вводять 1,0 мл     | 250 МО 250 МО         | 3000 МО 3000 МО       |
| Не має документального підтвердження | В анамнезі не було протипоказань до щеплень               | Діти до 5 міс.                                                 |                                               | Не вводять            | 250 МО                | 3000 МО               |
| Не має документального підтвердження |                                                           | Діти з 5 міс., підлітки, військовослужбовці, колишні військові |                                               | 0,5 мл                | Не вводять            | Не вводять            |
| Не має документального підтвердження | Інші контингенти                                          | Всі вікові групи                                               |                                               | 1,0 мл                | 250 МО                | 3000 МО               |

Пацієнтам із вірусом імунодефіциту людини/синдромом набутого імунодефіциту ППЛІ показаний незалежно від статусу імунізації чи класифікації рани.

### Військова медицина
| Статус імунізації проти правця                                    | Невелика чиста рана | Велика чиста рана      | Забруднена рана (бойове поранення) |
| ----------------------------------------------------------------- | ------------------- | ---------------------- | ---------------------------------- |
| Повний курс імунізації, остання ревакцинація менше 5 років тому   | Не вводять          | Не вводять             | Не вводять                         |
| Повний курс імунізації, остання ревакцинація 5-10 років тому.     | Не вводять          | АДП-М                  | АДП-М                              |
| Повний курс імунізації, остання ревакцинація більше 10 років тому | АДП-М               | АДП-М                  | АДП-М                              |
| Немає даних, невакцинований або неповний курс                     | АДП-М               | АДП-М та ППЛІ (250 ОД) | АДП-М та ППЛІ (500 ОД)             |

## Оцінка рани
Рани можна класифікувати на основі ризику зараження правцем. Чисті та незначні рани не становлять великої небезпеки. Брудні або великі рани становлять підвищений ризик зараження правцем.
| Клінічні ознаки                                     | Інфікована рана                                                | Неінфікована рана                               |
| --------------------------------------------------- | -------------------------------------------------------------- | ----------------------------------------------- |
| Час, який минув після                               | більше 6 год.                                                  | менше 6 год. травмування                        |
| Конфігурація рани                                   | колота, садна, розрив, ампутація, мацерація, відкритий перелом | «лінійні рани» (вузькі, довгі з рівними краями) |
| Глибина рани                                        | більше 1 см                                                    | до 1 см                                         |
| Механізм нанесення рани                             | вогнестрільна, прокол, стиснення, опік, відмороження           | гострі предмети (ніж, скло та ін.)              |
| Нежиттєздатні тканини                               | є                                                              | немає                                           |
| Контамінація (грунт, фецес, тканина, скалка та ін.) | є                                                              | немає                                           |

До «Інфікованої рани» також відносять пупкову рану в пологах поза стаціонаром, позалікарняний аборт, проникаючі рани кишківника, абсцеси, некрози, укуси.
Усі засоби профілактики правця слід застосовувати разом із своєчасним очищенням і санацією ран. За наявності показань пацієнти повинні отримати негайне хірургічне лікування. Схильні до правця рани можна залишити відкритими, щоб уникнути анаеробних умов.

## Протипокази до екстреної профілактики правця
Основними протипоказами до застосування біологічних препаратів специфічної профілактики правця є:
- Підвищена чутливість до відповідного препарату.
- Вагітність: в першій половині протипоказано введення АП-анатоксину та ППС; в другій половині протипоказано введення ППС.
- В осіб, котрі мали протипокази на введення АП-анатоксину та ППС, можливість проведення екстреної профілактики за допомогою ППЛІ визначається лікуючим лікарем.

Стан алкогольного сп'яніння не є протипоказом для проведення екстреної профілактики.